# Chrome (gruppo musicale)
I Chrome sono un gruppo musicale statunitense proveniente da San Francisco. Insieme ai Residents, ai Tuxedomoon e agli MX-80 costituiscono alla fine degli anni settanta il cosiddetto "Quadrato di San Francisco", ovvero i quattro gruppi più importanti della scena musicale della città. Punto in comune di tutti e quattro i gruppi era il far parte della Ralph Records, etichetta discografica underground fondata dagli stessi Residents, e una notevole sperimentazione musicale.
Sono annoverati tra i fondatori del genere Industrial rock.

## Storia
I Chrome si formano nel 1976 da Damon Edge (tastierista polistrumentista), Garry Spain (bassista), John Lambdin (chitarrista) e Mike Low (polistrumentista). 
Quando cominciano a calcare le scene di San Francisco non hanno ancora un'identità ben precisa, sono semplicemente una delle miriadi di band post-psichedeliche della città californiana.
Il primo album è The Visitation (1976), album dalle forti influenze space rock. Le cose cominciano a cambiare quando Mike Low lascia e si unisce Helios Creed, chitarrista e polistrumentista. Nasce il suono caratteristico dei Chrome, e ne viene dato un saggio su Alien Soundtracks (1978), album concepito inizialmente come colonna sonora di un film porno. Su quest'album un garage rock alla Stooges va a scontrarsi con un'atmosfera da film di fantascienza, sperimentazioni proto-industrial, manipolazioni di nastri, rumorismi di ogni genere, e interferenze. Dopo la pubblicazione di Alien Soundtrack, a causa della defezione di Lambdin e Spain, Damon Edge e Helios Creed divengono gli unici a portare avanti il progetto.
L'album successivo è riconosciuto come il capolavoro del complesso, Half Machine Lip Moves (1979), qui le idee messe in mostra in Alien Soundtracks divengono più organiche, più estreme, più iconoclaste.
Nel 1980 viene pubblicato l'EP Read Only Memory, che presenta un uso ancora più massiccio dell'elettronica. Il quarto album ufficiale è Red Exposure.
Nel 1981 viene pubblicato un altro EP, ossia Inworlds, in cui il duo Edge-Creed è coadiuvato dai fratelli Stench.
Creed decide successivamente di intraprendere la carriera solista. Edge si trasferisce in Francia dove pubblica Into The Eyes Of The Zombie King. Dopo un album dal vivo con diversi inediti (The Lyon Concert, 1985), viene pubblicato Another World (1986). Nel 1994 esce invece The Clairaudient Syndrome. Tuttavia questi lavori non sono all'altezza dei precedenti.
Nel 1995 Damon Edge muore per infarto a San Francisco, mentre Creed decide di rifondare i Chrome con Tommy Cyborg ed i fratelli Stench. Esce quindi nel 1996 il mini-CD Third Seed from the Bud, a cui segue Retro Transmission. Nel 1998 è la volta di Tidal Forces (No Humans Allowed Pt II). Parallelamente Creed porta avanti la carriera solista.

## Componenti
- Damon Edge (vero nome Thomas Wisse, nato il 12 novembre 1949 e morto l'11 agosto 1995) - tastierista, polistrumentista
- Helios Creed  (nato il 3 novembre 1956) - chitarrista, polistrumentista

## Discografia

### Album in studio
- 1977 - The Visitation
- 1978 - Alien Soundtracks
- 1979 - Half Machine Lip Moves
- 1980 - Read Only Memory
- 1980 - Red Exposure
- 1981 - Blood on the Moon
- 1982 - Third From The Sun
- 1984 - Into The Eyes Of The Zombie King
- 1986 - Another World
- 1986 - Dreaming in Sequence
- 1986 - Eternity
- 1989 - Alien Soundtracks II
- 1990 - Liquid Forest
- 1990 - Mission Of The Entranced
- 1994 - The Clairaudient Syndrome
- 1997 - Retro Transmission
- 1998 - Tidal Forces (No Humans Allowed Pt II)
- 1998 - Chrome and Friends
- 2003 - Angel Of The Clouds
- 2003 - Ghost Machine
- 2014 - Feel It Like a Scientist
- 2017 - Techromancy
- 2021 - Scaropy

### Live
- 1985 - The Lyon Concert
- 1989 - Live In Germany

### Raccolte
- 1981 - No Humans Allowed
- 1983 - Box
- 1983 - Raining Milk (Mosquito 1983)
- 1987 - The Chronicles I
- 1987 - The Chronicles II
- 1995 - Having a Wonderful Time With the Tripods

## Gruppi o voci correlate

### Influenze
- Todd Rundgren
- Hawkwind
- The Stooges
- Blue Öyster Cult
- Neu!
- Can
- Pere Ubu
- Frank Zappa
- Black Sabbath
- Grateful Dead
- Philip K. Dick
- William S. Burroughs

### Artisti affini
- Cabaret Voltaire
- This Heat
- MX-80 Sound
- Throbbing Gristle
- The Residents
- Suicide

### Artisti collegati
- Helios Creed
- Tuxedomoon
- MX-80 Sound
- the Residents

### Artisti ispirati
- Sonic Youth
- Killing Joke
- Butthole Surfers
- Royal Trux
- Death in June